# Colle dei Balistres
Il Colle dei Balistres (in catalano Coll dels Belitres, in francese Col des Balistres), è un piccolo passo pirenaico posto sul confine tra Francia e Spagna situato nelle immediate vicinanze del Mar Mediterraneo, la sua altezza è di appena 165 m s.l.m.
Il valico mette in comunicazione le località di Cerbère e Portbou, il dipartimento dei Pirenei Orientali e la provincia di Gerona come pure le regioni dell'Occitania e della Catalogna.
Attraverso di esso passarono nel febbraio 1939 molti rifugiati spagnoli in fuga dal regime fascista di Francisco Franco.

## Altri progetti

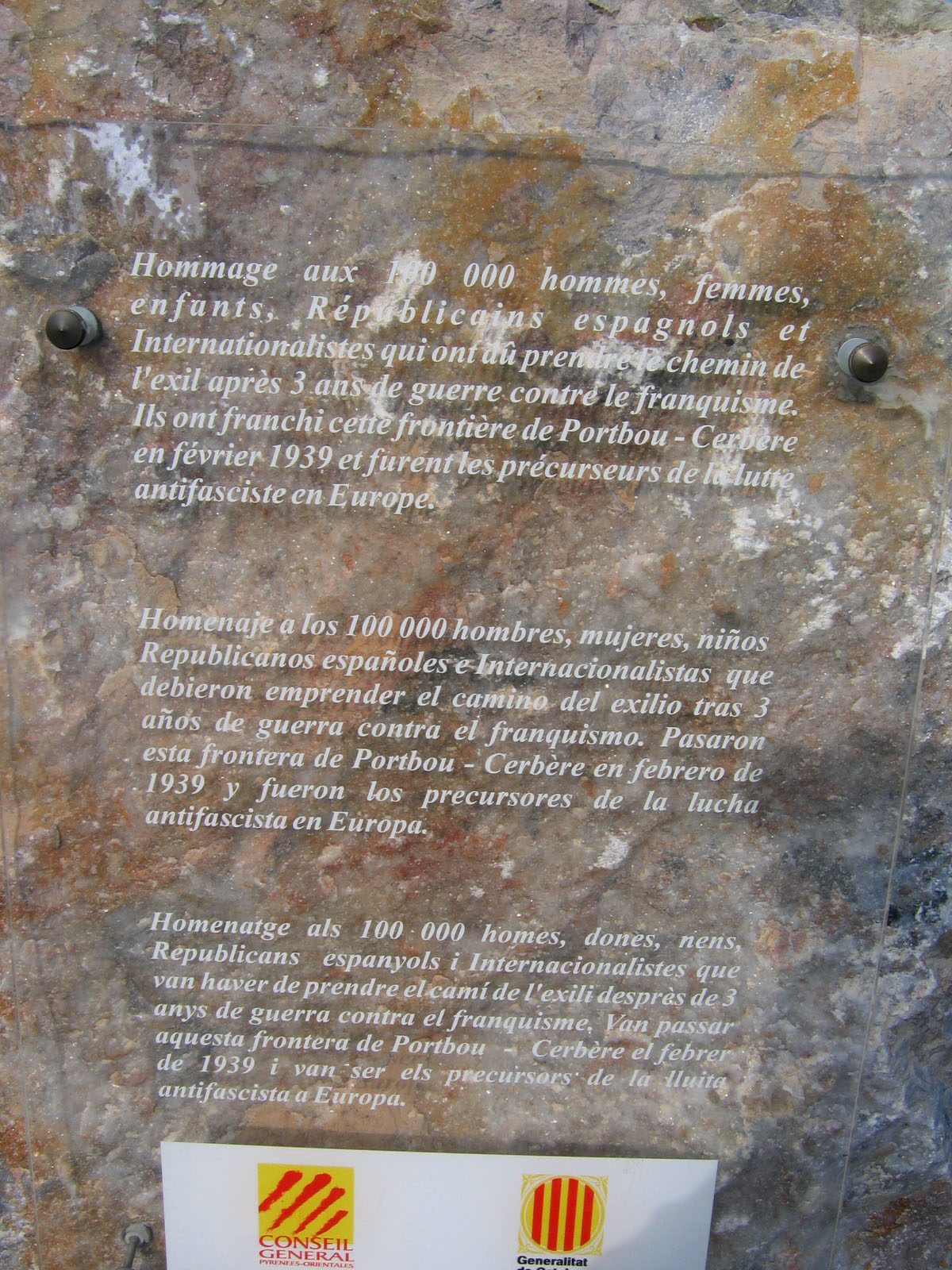
Omaggio ai 100.000 uomini, donne e bambini, Repubblicani spagnoli ed internazionalisti, che dovettero intraprendere il cammino verso l'esilio, dopo 3 anni di guerra contro il Franchismo. Passarono questa frontiera di Portbou-Cerbère nel febbraio 1939 e furono i precursori della lotta antifascista in Europa.

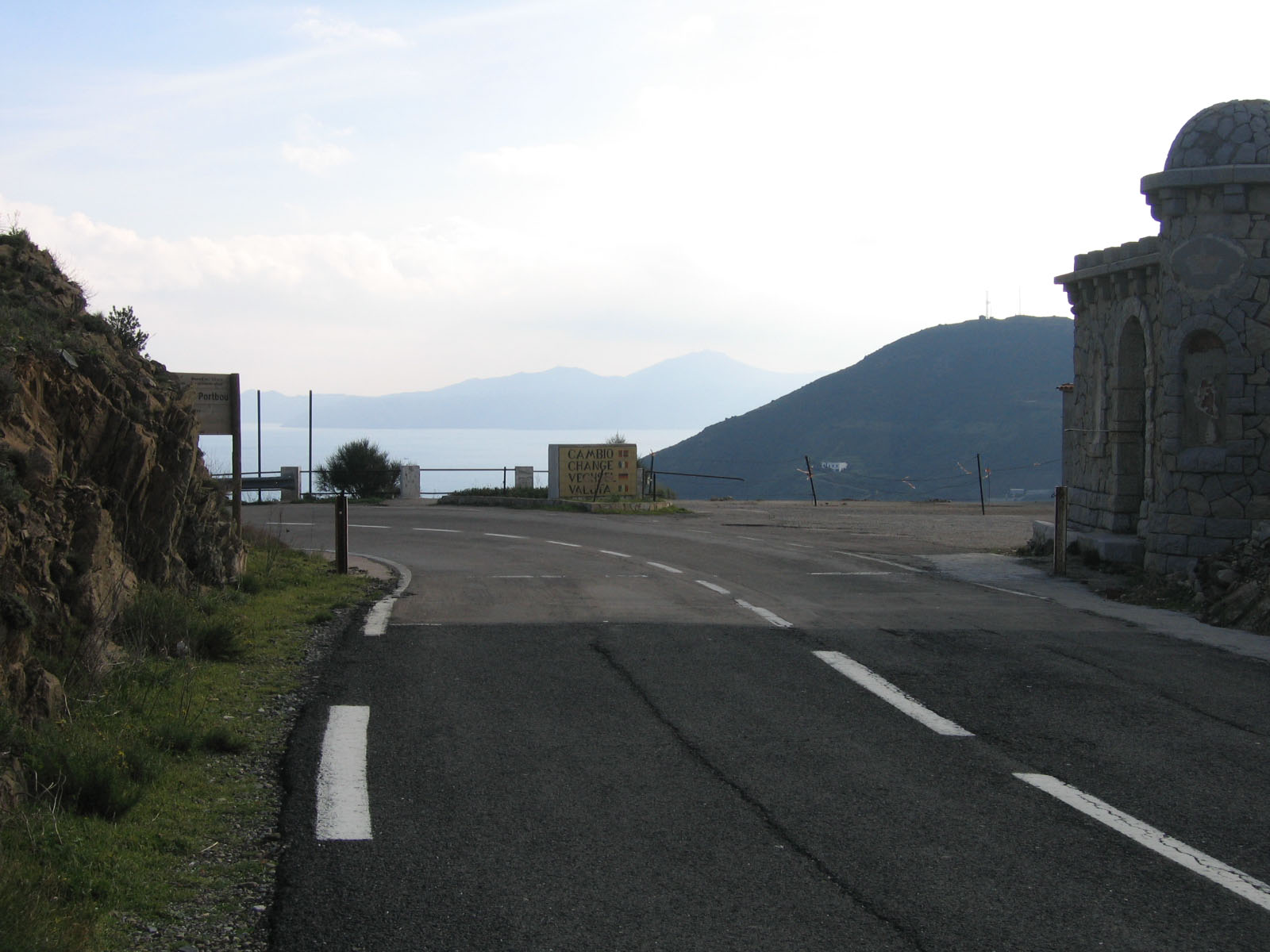
Il colle con panoramica verso la Spagna.

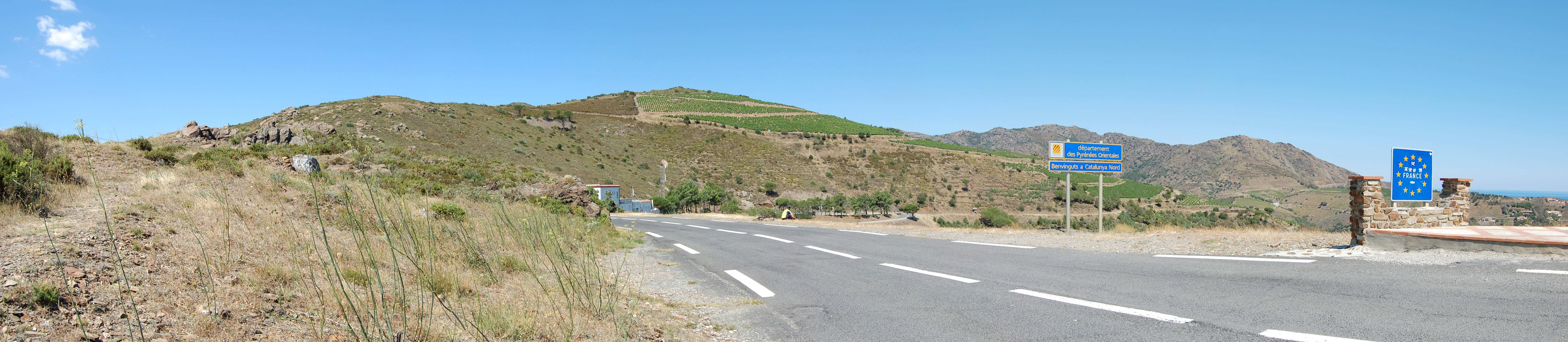
Vista del Colle del Balistres dal suo culmine verso la Francia.